# Diplocephalus tiberinus
Diplocephalus tiberinus är en spindelart som först beskrevs av Lodovico di Caporiacco 1936.  Diplocephalus tiberinus ingår i släktet Diplocephalus och familjen täckvävarspindlar.
Artens utbredningsområde är Italien. Inga underarter finns listade i Catalogue of Life.